# Robert Southey
Robert Southey (Bristol, 12 agosto 1774 – Keswick, 21 marzo 1843) è stato uno scrittore britannico.

## Biografia
Studiò al Balliol College di Oxford e aderì, dopo aver stretto una forte amicizia con Coleridge, agli ideali della rivoluzione francese. Dopo il matrimonio con la cognata di Coleridge, ebbe modo di recarsi più volte in Portogallo, fatto di non secondaria importanza per il maturarsi di un gusto epico, assunto dalla letteratura portoghese, nelle sue opere.
Nella sua poesia e nei suoi romanzi si trovano intenzioni programmatiche, nobiltà di soggetti, ma raramente un'impronta geniale.
Tra le sue opere in prosa The Life of Nelson del 1813, senza alcun dubbio tra i suoi romanzi quello di maggior successo.
Con Coleridge si interessò all'idea di fondare un'utopica società: la «pantisocrazia», secondo cui «dodici gentiluomini di buona educazione e di principî liberali avrebbero dovuto imbarcarsi con dodici dame», per fondare una comunità ideale nelle selvagge foreste della Pennsylvania, e poi (meno ambiziosamente) nel Galles. Per finanziare il loro progetto, Coleridge e Southey iniziarono a tenere una serie di conferenze nell'Inghilterra occidentale, tentando anche il giornalismo (tanto che Coleridge scrisse alcuni sonetti politici per il Morning Chronicle). A porre fine a questa repubblica visionaria vi fu tuttavia la rinuncia da parte di Southey, che accantonò definitivamente il progetto; Ne sorse un dissenso che, pur essendo di breve durata, compromise definitivamente la loro amicizia.

## Opere principali
- Fall of Robespierre (1794).
- Joan of Arc: An Epic Poem (1796)

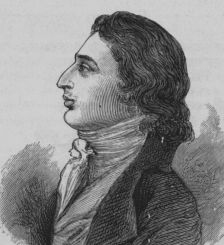
Robert Southey

- Icelandic poetry or The Edda of Sæmund (1797), con Amos Simon Cottle[3]
- Poems (1797-99)
- Letters from Spain (1797)
- Saint Patrick's Purgatory (1798)
- After Blenheim (1798)
- Devil's Thoughts (1799)
- The Old Man's Comforts and How He Gained Them (1799) (inizia con "You are old, father William")
- Thalaba the Destroyer (1801)
- The Inchcape Rock (1802)
- Amadis de Gaula (1803). Traduzione
- Madoc (1805)
- Metrical Tales and Other Poems (1805)
- Letters from England (1807) ISBN 0-86299-130-7, (Alan Sutton, Paperback).
- Palmerin of England (1807). Traduzione.
- The Cid (1808). Traduzione
- The Curse of Kehama (1810)
- History of Brazil Volume I (1810)
- The Life of Nelson (1813)
- Roderick, the Last of the Goths (1814)
- The Poet's Pilgrimage to Waterloo (1816)
- The Lay of the Laureate: Carmen Nuptiale(1816)
- Wat Tyler: A Dramatic Poem (1817)
- A Letter to William Smith Esq MP (1817)
- Journal of a Tour in Scotland in 1819 (1929, postumo)
- The Life of Wesley, and the rise and progress of Methodism (1820)
- A Vision of Judgment (1821)
- Life of Cromwell (1821)
- History of the Peninsular War (1821)
- The Book of the Church (1824)
- A Tale of Paraguay (1825)
- Thomas More (1829)
- The Pilgrim's Progress with a Life of John Bunyan (1830)
- Essays, Moral and Political (1832)
- Cowper (1833)
- Lives of the British Admirals (1833)
- The Doctors (1834).  Include la prima versione pubblicata della fiaba La storia dei tre orsi.
- Select Lives of Cromwell and Bunyan (1846)